# Эволюционно-симулятивный метод
Эволюционно-симулятивный метод (ЭСМ) — метод моделирования равновесных случайных процессов и принятия решений в условиях неопределённости. ЭСМ успешно применяется в экономике и физике.

## Общие сведения
ЭСМ включает структурную математическую формулировку задачи (Эволюционно-симулятивная модель) и алгоритмы поиска её решения. Этот метод отражает процессы формирования:
- равновесия на товарных, финансовых и фондовых рынках;
- процессы управления, основанные на нормативах;
- физические, биологические и химические равновесные процессы.

К ЭСМ сводятся некоторые задачи стохастического программирования, байесовский подход, статистическая оптимизация. Название получено путём объединения двух терминов: «Эволюционный» и «Симулятивный». Эволюционный — потому, что в ЭСМ применен алгоритм оптимизации, моделирующий законы естественной эволюции, представляющие собою направленный случайный поиск. Симулятивный — потому, что в ЭСМ использованы принципы диалогового (симулятивного) моделирования с применением экспертных оценок.
Первая публикация об ЭСМ была в 1970 году. На основе ЭСМ создана инструментальная система Decision. На основании Решения Международной Ассоциации Авторов Научных Открытий, членами которой являются 28 Лауреатов Нобелевской Премии, Президиум Российской Академии Естественных Наук признал Decision открытием (решение № 126 от 15.06.2000).

## Интересные факты
- Александр Дольский, работая в НИИ Градосторителства, писал диссертацию на тему: «Эволюционно-симулятивный метод стахостического программирования при планировании капитальных вложений (в районах Среднеобья и БАМа)».